# District de Gurgaon
Le district de Faridabad (hindi : गुड़गाँव ज़िला)  est un district  de l'état de l'Haryana  en Inde.

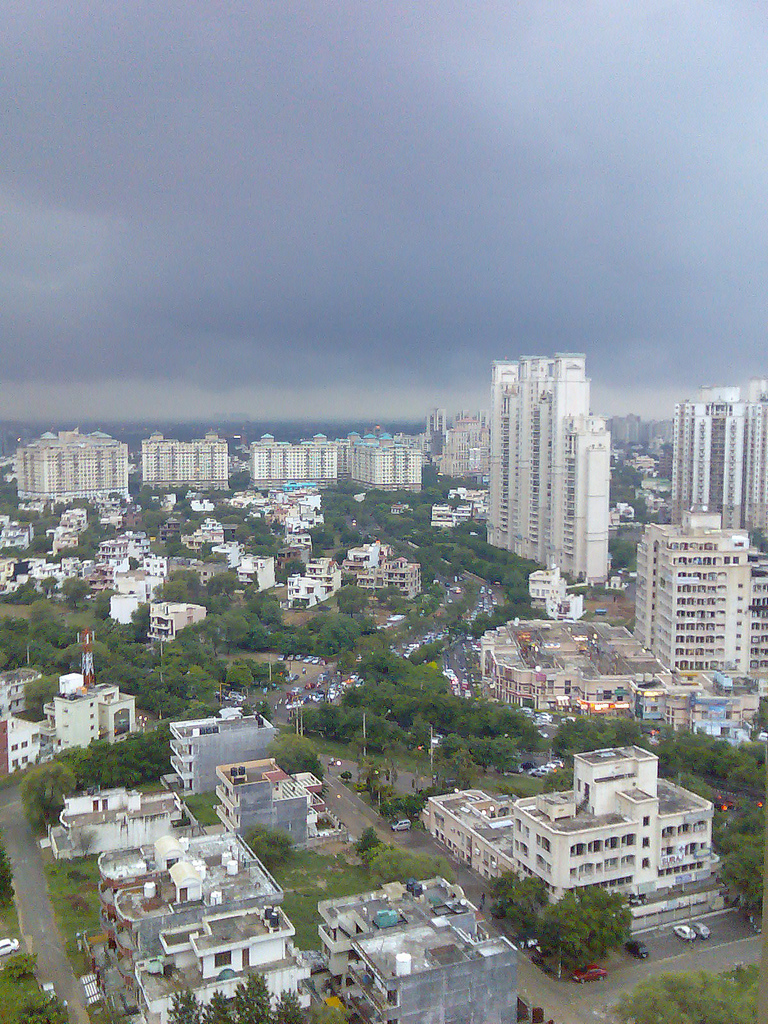
Un quartier de Gurgaon.

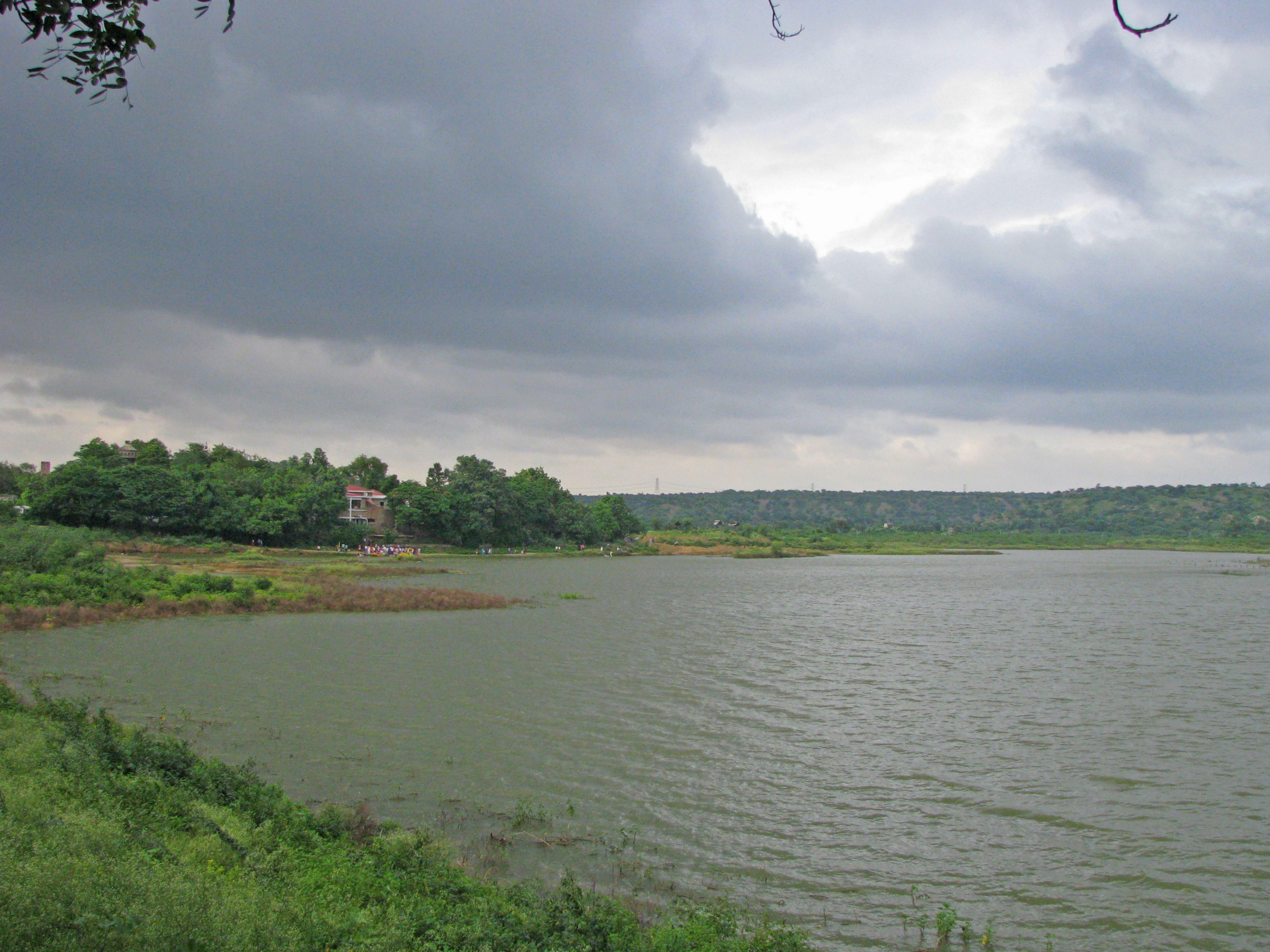
Le lac Damdama.

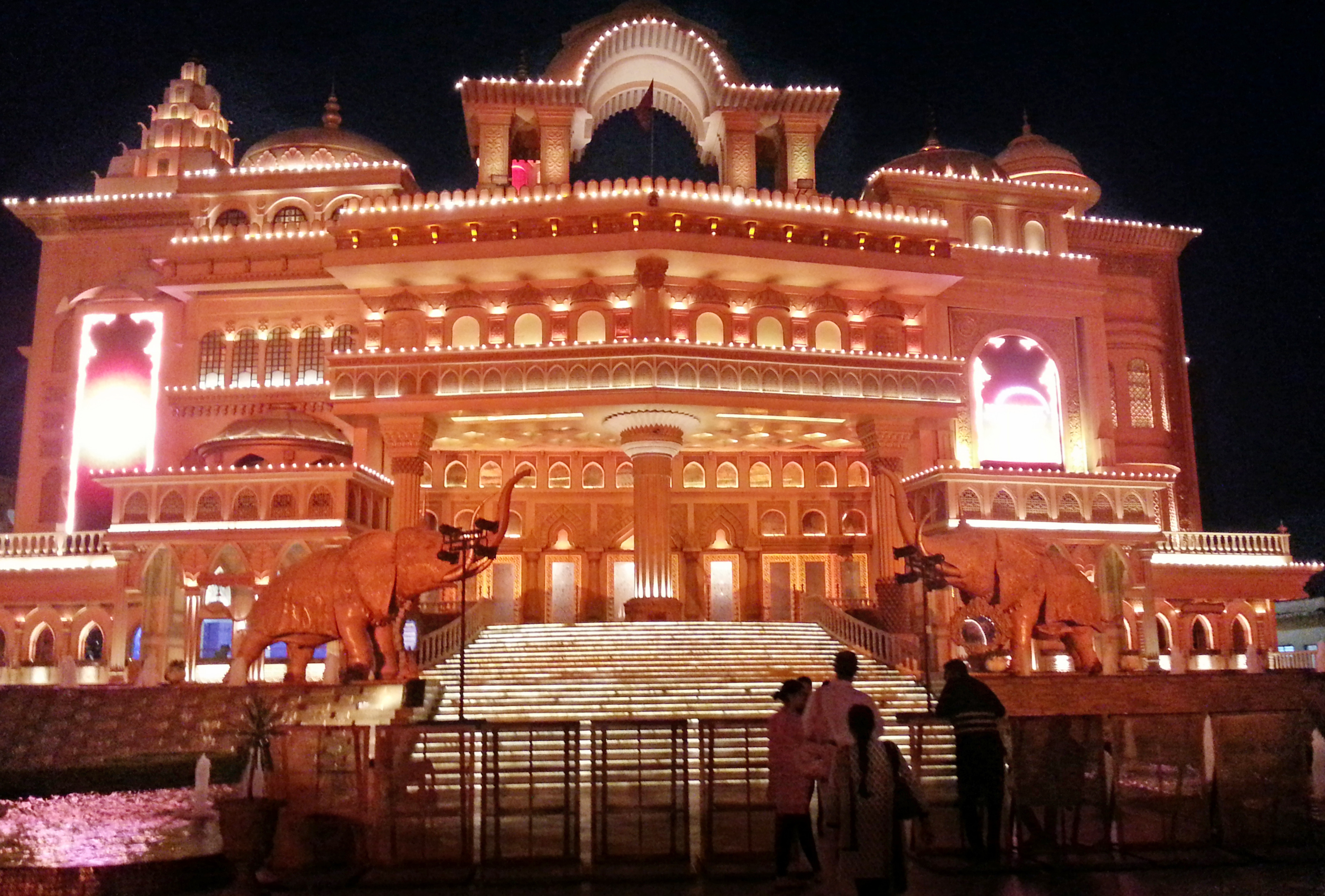
Le palais des rêves de Gurgaon.

## Description
Au recensement de 2011, sa population compte 1 514 432 habitants pour une superficie de 1 258 km2.
Son chef-lieu est la ville de Gurgaon. 